# Himantura bleekeri
Himantura bleekeri és una espècie de peix pertanyent a la família dels dasiàtids.

## Descripció
- Pot arribar a fer 105 cm de llargària màxima.[5][6]

## Reproducció
És ovovivípar.

## Hàbitat
És un peix d'aigua marina i salabrosa, amfídrom, bentopelàgic i de clima tropical que viu fins als 30 m de fondària, el qual viu sobre substrats tous i entra als estuaris.

## Distribució geogràfica
Es troba a la conca Indo-Pacífica: des del Pakistan fins a la península de Malaca.

## Observacions
És verinós per als humans, la seua carn s'utilitza com a aliment i la pell per a produir cuirs.